# Centrale Statistische Dienst (Ethiopië)
De Centrale Statistische Dienst (Amhaars: የማዕከላዊ ስታቲስቲክስ ኤጀንሲ, Engels: Central Statistical Agency of CSA) is de statistische dienst van Ethiopië. Deze dienst is verantwoordelijk voor alle onderzoeken en volkstellingen die dit land gebruikt om de economische en sociale groei te meten door het verzamelen, verwerken en verspreiden van statistieken. Verder vormt deze instelling een officieel opleidingscentrum op dit terrein. Ze maakt onderdeel uit van het Ethiopische Ministerie van Financiën en Economische Ontwikkeling en het hoofdkantoor bevindt zich in de hoofdstad Addis Abeba.
De statistische dienst werd oorspronkelijk opgericht in 1963 en werd Central Statistical Office (CSO; "Centraal Bureau voor de Statistiek"). Tot 1964 stond het CSO onder verantwoordelijkheid van het Ministerie van Planning en Ontwikkeling (toen de Commissie voor Planning genoemd), waarna de CSO werd opgeheven. In 1972 werd de CSO opnieuw opgericht onder hetzelfde ministerie. In 1989 vond een herstructurering plaats, waarbij het onder de ministerraad kwam te staan en zijn huidige naam kreeg op 9 maart van dat jaar. Sinds 1996 valt het onder het Ministerie van Financiën en Economische Ontwikkeling (tot 2001 Ministerie voor Economische Ontwikkeling en Samenwerking genoemd).
In 2006 noemde de Wereldbank de CSA als beste nationaal instituut voor statistiek in Sub-Saharisch Afrika.